# Pere Ribera de Perpinyà
Pere Ribera de Perpinyà (segle xiii-segle xiii) fou un monjo, traductor i cronista català. Estigué relacionat amb el Monestir de Sant Cugat i el Monestir de Santa Maria de Ripoll.

## Obres
Pere Ribera de Perpinyà traduí diverses obres històriques del bisbe navarrès de Toledo Rodrigo Ximénez de Rada: La Historia Arabum fou traduïda el 1266, i a l'entorn d'aquesta data ho devien ser la resta, però aquestes traduccions s'han perdut excepció fets d'alguns fragments.
Se li atribueix la traducció resumida de la De rebus Hispaniae, atribució que és posada en dubte actualment, i que també fou escrita per Rodrigo Ximénez de Rada. Es conserven set manuscrits entre llatins i catalans de l'adaptació, que fou interpolada, continuada i adaptada. La versió catalana del De rebus Hispaniae s'anomena Crònica d'Espanya per bé que no ens ha arribat la titulació original. Fou redactada entre el 1267 i 1268, paral·lelament a l'adaptació en llatí. Les interpolacions de Pere Ribera tenen com a font la Historia Romanorum i la Historia Arabum de l'arquebisbe Rodrigo Ximénez de Rada, un Passionari hispànic, el Cronicó de Moissac, el Pseudo-Turpí, la Gesta Comitum Barchinonensium, i records personals del monjo, que hi afegí els fets compresos entre el 1243 i el 1266.